# Образование в Республике Корея
Получение хорошего образования в Южной Корее имеет решающее значение для любого корейца, поэтому задаче поступления в престижное учебное заведение придается наивысший приоритет, а сам процесс сдачи вступительных экзаменов может иметь достаточно напряженный характер. Корейские государственные административные органы чётко выстраивают и контролируют весь образовательный процесс с ранних лет ребёнка и до его последнего года в старшей школе. Наибольшее предпочтение отдается математике, корейскому и английскому языкам, точным наукам и наукам об обществе. Физической культуре не уделяется сходного внимания, поскольку она не считается образовательным предметом, как следствие, у многих школ отсутствует должный спортивный инвентарь. Южная Корея была первой страной, обеспечившей высокоскоростной доступ к Интернету во всех образовательных учреждениях от начальных школ до ВУЗов.
Учебный год разделён на два семестра. Первый начинается в марте и заканчивается в середине июля, второй начинается в конце августа и заканчивается в середине февраля. Летние каникулы проходят в период с конца июля до позднего августа, а зимние — с позднего декабря и до раннего февраля, а также, помимо этого, имеется короткий период выходных с середины до конца февраля. Учебная программа жёстко не систематизирована и может варьироваться от одного учебного заведения к другому.

## Общая структура образовательной системы
| Ступень              | Продолжительность обучения | Обязательно |
| -------------------- | -------------------------- | ----------- |
| Начальная школа      | 6 лет                      | Да          |
| Школа второй ступени | 3 года                     | Да          |
| Старшая школа        | 3 года                     | Нет         |
| Колледж              | 2 года                     | Нет         |
| Университет          | 4 года                     | Нет         |

## Министерство образования
Вопросами образования в Южной Корее заведует Министерство образования. В 2001 году администрация Ким Дэ Чжуна задала высочайший приоритет получению гражданами качественного образования, в результате чего полномочия министерства были расширены, и его главе был присвоен ранг вице-премьера.
Как и все другие министры, министр образования назначается на достаточно короткий срок (около года) действующим президентом из числа кандидатов, в прошлом так или иначе связанных со сферой образования.

## Детский сад
Корейские детские сады не являются частью общей образовательной административной программы, родители отдают своих детей в частные заведения. В большинстве из них преподавание ведется на корейском, во многих есть классы английского, а в некоторых вообще английский является основным языком. Детские сады посещают дети в возрасте от трёх до пяти лет. Большинство детей могут не получать «дошкольную» подготовку, а просто ходить в детский сад вместе с другими детьми, при этом, разница в возрасте может достигать трёх лет. При достижении шести лет дети обычно идут в начальную школу.
В 80-х произошёл скачок уровня зачислений в детские сады и дошкольные учреждения: В 1980-х в 901 такое заведение было зачислено 66 434 ребёнка, тогда как уже в 1987 — 397 020 детей в 7 792 заведения. За тот же период выросло число воспитателей и учителей дошкольного образования: с 3 339 до 11 920, подавляющее число которых — 92 процента — были женщинами. Это объясняется рядом причин:
- поощрение и содействие со стороны Министерства образования;
- рост числа женщин, выходящих на рынок труда;
- рост числа нуклеарных семей, в которых старшие родители, в силу их отсутствия, не могли заниматься детьми;
- осознание того, что детские сады могут облегчить последующую учёбу.

Немаловажным фактором также являлись впечатляющие выпускные церемонии, а также дипломы и грамоты об окончании детского сада, которые импонировали родительскому чувству гордости за ребёнка.

## Начальная школа
Начальную школу («чходын хаккё», кор. 초등학교?, 初等學校?) посещают дети в возрасте от 7 до 13 лет (6 и 12 «западных» лет соответственно). Продолжительность учёбы составляет 6 лет. В список изучаемых предметов входят (однако не исчерпывают его):
- корейский язык,
- математика,
- точные науки,
- науки об обществе,
- языки,
- изобразительное искусство,
- музыка.

Обычно все эти предметы ведёт один классный руководитель, хотя некоторые специализированные дисциплины (например, физкультуру или иностранные языки) могут вести другие педагоги.
Продвижение по ступеням образовательной системы с начальной до старшей школы определяется не результатами сдачи различных экзаменов, а исключительно возрастом ученика.
До конца 80-х годов XX века английский язык обычно начинал преподаваться со школы второй ступени, однако сейчас его начинают изучать в третьем классе начальной школы. Корейский язык разительно отличается от английского в плане грамматики, поэтому освоение английского происходит с большим трудом, но с относительно небольшими успехами. Многие из родителей посылают своих детей дополнительно обучаться в частные учебные заведения, называемые хагвонами (кор. 학원). Всё больше школ в стране начинают привлекать к обучению иностранцев, для которых английский язык является родным.
Помимо общественных начальных школ, в Корее существует ряд частных школ. Учебная программа таких школ более-менее соответствует государственной, однако она воплощается на более высоком уровне: предлагается большее число учителей на меньшее количество учащихся, вводятся дополнительные предметы и устанавливаются более высокие стандарты образования в целом. Однако стоимость обучения в них довольно высока.

## Школа второй ступени
По-корейски школа второй ступени называется «чунхаккё» (중학교, 中學校), что дословно означает «средняя школа».
В корейской школе второй ступени 3 класса. Большинство учеников поступают в неё в возрасте 12 лет и оканчивают к 15 годам. По сравнению с начальной, школа второй ступени предъявляет гораздо более высокие требования к своим учащимся. Почти всегда строго регламентируются форма одежды и прически, как и многие другие аспекты жизни студента. Как и в начальной школе, школьники проводят большую часть дня в одном классе со своими одноклассниками, но каждый предмет преподается своим учителем. Учителя переходят из класса в класс и только некоторые из них, исключая тех, кто преподает «специальные» предметы, имеют свою аудиторию, куда ученики ходят сами. Классные руководители (담임선생님, тамим сонсэнним) играют очень важную роль в жизни учеников и имеют существенно больший авторитет, чем их американские коллеги.
У учеников школы второй ступени по шесть уроков в день, которым обычно предшествует один особенный блок времени ранним утром, а также седьмой урок, особенный для каждой специализации.
В отличие от вуза, учебный план не сильно варьирует от одной школы к другой. Ядро учебной программы формируется:
- математикой,
- корейским и английским языками,
- также рядом точных наук.

«Дополнительные» предметы включают:
- различные искусства,
- физическую культуру,
- историю,
- ханча (китайскую иероглифику),
- этику,
- ведение домашней экономики,
- уроки компьютерной грамотности.

Количество изучаемых предметов и сами предметы варьируются от года к году.
Продолжительность урока — 45 минут. Непосредственно до начала первого урока у учеников имеется в распоряжении порядка 30 минут, которые могут быть использованы по желанию для самообучения, просмотра программ, вещаемых специальным образовательным каналом (Educational Broadcast System, EBS) или для ведения личных или классных дел. В 2008 году школьники посещали занятия полный день с понедельника по пятницу, а также по полдня каждую первую, третью и пятую субботы месяца. В субботу учащиеся занимаются дополнительной деятельностью в каких-либо кружках.
В конце 1960-х правительство прекратило практику вступительных экзаменов в школы второй ступени, заменив их системой, при которой в школу случайным образом зачислялись ученики из того же района. Это было сделано для того, чтобы усреднить уровень учеников во всех школах, однако разница между богатыми и бедными районами сохранилась. До недавнего времени большинство школ были открыты только для одного пола, но в последнее время новые школы второй ступени принимают детей обоих полов, прежние школы также становятся смешанными.
Как и в начальной школе, учащиеся переходят из класса в класс вне зависимости от их успеваемости, вследствие чего один и тот же предмет в одном и том же классе может изучаться совершенно разными по уровню подготовки учениками. Оценки начинают играть очень важную роль на последнем году обучения для тех, кто в первую очередь хочет сделать научную, а не профессиональную техническую карьеру, поскольку они влияют на шансы поступления ученика в тот или иной ВУЗ. Существует несколько стандартных форм экзамена для определённых предметов, а преподаватели «научных» предметов обязаны следовать рекомендованным учебным пособиям, однако обычно учителя школ второй ступени обладают бо́льшими полномочиями относительно программы курса и метода преподавания, нежели преподаватели в вузах.
Многие ученики школы второй ступени после занятий также посещают дополнительные курсы («хагвон») либо проходят обучение у частных репетиторов. Особое внимание уделяется английскому и математике. Некоторые из «хагвонов» специализируются только на одном предмете, тогда как другие — на всех ключевых предметах, что может превращаться во второй раунд школьных занятий сразу после окончания первого (официального), нередко с ещё большей нагрузкой на ученика. Помимо этого некоторые ученики посещают ещё и кружки боевых искусств или музыкальные школы, возвращаясь домой поздно вечером.

## Старшая школа
Старшая школа по-корейски называется «кодынхаккё» (고등학교, 高等學校).
В старших школах Южной Кореи учащиеся обучаются в течение трёх лет, начиная с первого класса (в возрасте от 15 до 17 лет) до третьего класса (возраст 17-19 лет). Школы могут быть разделены на специализированные отделения, соответствующие интересам того или иного ученика и совпадающие с его карьерным путём. К примеру, существуют «научные» старшие школы (Science high school), школы изучения иностранных языков и школы искусств. Все они требуют для поступления сдачи достаточно сложных экзаменов. Старшие школы могут быть также поделены на общественные (публичные) и частные. Такие школы не дают какую-либо специальность, а просто готовят своих учеников для поступления в вуз. Для учащихся, которые по каким-либо причинам не хотят получать образование в вузе, существуют профессиональные училища, которые специализируются в областях техники, сельского хозяйства или финансов. В перечень основных предметов входят корейский и английский языки, математика, а также различные общественные и естественные науки. Важно заметить, что конкретные предметы и уровень их преподавания могут варьироваться от школы к школе в зависимости от специализации таких учебных заведений. Для учащихся старших школ считается нормальным возвращаться домой после полуночи после интенсивных сессий «самообучения».
В отличие от начальной школы и школы второй ступени, обучение в старшей школе не является обязательным. Тем не менее, по оценкам ОЭСР, в 2005 году 97 % молодых корейцев окончили старшую школу. Это самый высокий процент в мире.

## Высшее образование
Структура высшего образования
| Учреждение  | Получаемое образование                                  |
| ----------- | ------------------------------------------------------- |
| Колледж     | Профессиональное образование                            |
| Университет | Высшее образование                                      |
|             | Общественная школа                                      |
|             | Частная школа                                           |
| Аспирантура | Магистр (2 года)                                        |
|             | Магистр делового администрирования (MBA) (1 или 2 года) |
|             | Кандидат наук (Ph. D.) (4 года)                         |

Большинство выпускников старшей школы поступают в конце года в вузы. Студентам необходимо сдать стандартный государственный тест, обычно называемый «сунын» (수능). Учебная программа большинства школ построена для сдачи этого теста. Сунын является аналогом американского SAT Reasoning test и состоит из трёх частей: корейский язык, математика и английский. Помимо них можно выбрать несколько общественных или естественных дисциплин. В отличие от американского SAT Сунын сдают лишь раз в году, он требует интенсивной подготовки, причём некоторые будущие студенты начинают готовиться к нему ещё в детском саду. Недовольные результатами этого теста и решившие отложить поступление в колледж на год студенты называются «чэсусэнами» (재수생).
С конца 1980-х поступление в университет стало главным событием в жизни молодых корейцев, а поступление в самые престижные из них требует очень долгую и сложную подготовку. Наиболее респектабельными являются Сеульский национальный университет, Корейский ведущий научно-технический институт, Пусанский национальный университет, Национальный университет Кёнбук, а также ряд частных институтов: Университет Корё, Пхоханский университет науки и технологии, Университет Ёнсе, Университет Соган, Университет Ханян, Университет Сонгюнгван и Женский университет Ихва.
Поскольку поступление в вуз зависит от результатов вступительных экзаменов, ученики старших школ вынужденно попадают в т. н. «экзаменационный ад» — жёсткий марафон на бесконечное запоминание огромного количества всевозможных фактов. В отличие от конфуцианских экзаменов времен династии Чосон, их современная версия важна не для элит, а для многочисленных представителей среднего класса. В конце 1980-х порядка одной трети населения в студенческом возрасте (35,2 % в 1989) поступили в учреждения высшего образования. Те, кто этого сделать не смогли, резко сократили свои шансы на социальный и экономический успех.
Число студентов, получающих высшее образование выросло с 100 000 в 1960 до 1,3 миллиона в 1987 году, что является вторым в мире результатом после США. К высшим учебным заведениям относятся четырёхгодичные вузы, двухгодичные профессиональные колледжи, четырёхгодичные педагогические вузы, а также аспирантуры. Главный недостаток в том, что выпускники вузов хотели бы сделать карьеру, так или иначе делающую их лидерами социума, однако отсутствие достаточного количества мест заставляет многих устраиваться на менее престижные позиции, чем бы им хотелось. Особенно это касается амбициозных женщин, которых помимо прочего сдерживает традиционная гендерная дискриминация.
Поскольку тесты в старшей школе, проходящие два раза каждый семестр, почти столь же важны, как и вступительные экзамены в колледж или университет, у студентов нет времени на отдых от учебного процесса. Считается, что студенту нужно запомнить от 60 до 100 страниц фактов, чтобы успешно сдать такие регулярные тесты. Неудивительна поэтому встреча со школьниками, поздним вечером возвращающимися домой с учёбы. Ради поступления в лучший университет жертвуют и семейной, и частной, и общественной жизнью.
Экзамены являются очень важным временем года, поскольку они серьёзно меняют структуру общества. В дни, предшествующие экзаменам, газеты публикуют обращения к девушкам с просьбой не пользоваться сильным парфюмом на экзаменах или не носить туфли на высоких каблуках, поскольку это может отвлекать от дела. Частные предприятия обычно открываются в 10 часов утра, входя в положение родителей, которые помогали своим детям готовиться к экзаменам поздней ночью, а вечерами все развлекательные заведения, такие как теннисные клубы, начинают закрываться раньше, чтобы способствовать подготовке к экзаменам.
Цена «экзаменационного ада» — «испорченное» детство молодых корейцев, что также может вылиться в акты суицида, вызванные высокой учебной нагрузкой. Наиболее распространенная причина самоубийств — низкий результат на экзаменах. Помимо этого формат постоянных экзаменов в старшей школе и вступительных экзаменов в вузы с заранее определенными вариантами ответов оставляет школьникам мало возможностей для развития собственных творческих способностей. Такая исключительная ориентация на запоминание фактов приводит к формированию специфической картины мира.
Тем не менее такая ситуация и её основной компонент — упор на тесты — вряд ли изменится в ближайшем будущем. Большой плюс этого подхода в его объективности. Даже несмотря на некоторую жесткость, система считается прежде всего справедливой и беспристрастной. Использование же таких «необъективных» критериев сдачи как написание эссе, личные рекомендации или рекомендации от учителей, успехи во внеучебной работе и т. д. потенциально открывают двери для всевозможных видов коррупции. В корейском обществе, где очень важны социальные связи, именно связи, а не личные достоинства могут определить судьбу поступления в университет. Студенты, пережившие все неприятности такой системы, повсеместно признаются как достойные своего успеха. Самые успешные из выпускников, занявшие ответственные должности в правительстве и бизнесе, признаются доказавшими свои амбиции на легитимное превосходство.
В отличие от других стран, где личные достоинства индивидов являются основой определяющих факторов их достижений, в Южной Корее таким фактором является престижность оконченного университета. Чаще всего диплом такого ВУЗа означает успешную карьеру и финансовое благосостояние. Тем не менее некоторые корейцы достигают определённого успеха в обществе, даже не имея высшего образования.
По данным ОЭСР, среди подростков суицид как причина смерти стоит на втором месте, следом за автомобильными катастрофами.

## История образования
Для обучения аристократической молодёжи в государстве Силла в 576 г. была создана организация «цветущих юношей» (хваран), членов которой учили военному делу, основам морали и этикета, а также искусству стихосложения на родном языке.
В 682 г. в столице было основано училище Кукхак (國學), которое готовило чиновников для государственной службы. В этом училище преподавались классические конфуцианские тексты — «Чжоу ли», «Шан шу», «Мао ши», «Ли цзи», «Чунь цю Цзо-ши чжуань» и «Вэнь сюань».
В 788 г. в Силла были впервые проведены государственные экзамены.
В период Корё в стране была создана сеть местных школ, выпускники которых могли продолжить образование в столичном конфуцианском университете Кукчагам (國子監), основанном в 992 г. Учебная программа этого университета была рассчитана на 8 лет и предполагала изучение важнейших конфуцианских текстов, в число которых входили «Сяо цзин», «Лунь юй», «Шан шу», «Гунъян чжуань», «Гулян чжуань», «Чжоу и», «Мао ши», «Чжоу ли», «И ли», «Ли цзи» и «Цзо чжуань». Обучение было направлено на подготовку учащихся к сдаче государственных экзаменов.
В эпоху Чосон в Корее существовало большое количество государственных и частных конфуцианских средних учебных заведений, предназначенных почти исключительно для выходцев из потомственного чиновничества (янбан) и побочных детей чиновников (чунъин). В Сеуле действовали четыре государственные школы (сахак 四學), а в провинциях — местные государственные школы (хянгё 鄕校). Имелись также многочисленные частные учебные заведения — начальные школы (содан 書堂) и конфуцианские храмы-академии (совон 書院), причём последние служили не только образовательными учреждениями, но и организующими центрами региональных аристократических группировок. К началу XX в. число частных средних школ в Корее достигало 24 000.
На начальном этапе обучения использовались специализированные учебные пособия, призванные познакомить школьников с литературным китайским языком и дать им общее представление о конфуцианской натурфилософии, этике и философии истории («Цянь цзы вэнь», «Тонмон сонсып»), а на продвинутом уровне основным предметом изучения были конфуцианские канонические сочинения в неоконфуцианской интерпретации.
Целью обучения в этих школах была сдача «малых экзаменов» (согва 小科), лауреаты которых удостаивались учёных степеней сэнвон (生員 — по разряду прозы) или чинса (進士 — по разряду поэзии) и получали право на поступление в столичный конфуцианский университет Сонгюнгван (成均館). Для учащихся этого университета была предусмотрена особая квота на «больших экзаменах» (тэгва 大科), по итогам которых присваивались чиновничьи ранги.
В конце XIX — начале XX веков христианскими миссионерами и самими корейцами организовывались частные школы. Роль первых особенно важна, поскольку они пропагандировали получение образования женщинами и распространяли Западные социальные и политические идеи.
Японская образовательная политика после 1910 года была направлена на превращение Кореи в послушную колонию, поэтому преподавали в основном предметы, развивающие технические навыки. Государственный университет по подобию Токийского Имперского Университета был открыт в Сеуле в 1923. Заранее было прописано жесткое соотношение корейских и японских студентов, равное 40 и 60 процентам соответственно.
Во время оккупации южной части Кореи войсками США в 1945 году была установлена система образования по образу и подобию американской: шесть лет начальной школы, шесть лет младшей и старшей школы и четыре года высшей. Образование до 9 класса было обязательным. Из-за недостатка ресурсов многие из этих реформ были отменены после 1948 года, при режиме Ли Сын Мана: совместное обучение сохранилось только в начальной школе, а обязательным стало образование только до 6 класса. Реформы 1990 года в основном вернули порядок, установленный во время американской оккупации.
Во времена правления Ли и Пак Чон Хи контроль за образованием перешёл из рук школ на местах к государственному Министерству Образования. В конце 1980-х министерство было ответственно за административное управление школами, выделение ресурсов, установление квот на поступление, сертификацию школ и учителей, разработку учебного плана и прочее.
Большинство сходится во мнении, что успехи Южной Кореи в экономике и технике — следствие умелого инвестирования в «человеческий ресурс». Традиционное общественное уважение к образованному человеку, сохранившееся с конфуцианских времен, дошло до наших дней, и сегодня им пользуются также учёные и работники технических профессий. Рывок в экономическом развитии могут почти всецело приписать себе высокообразованные технократы и экономисты, имевшие доступ к управлению страной с 1960-х годов. Научные профессии считаются самыми престижными в Южной Корее с 1980-х.
Успехи южнокорейской национальной образовательной программы подтверждаются статистически. В 1945 грамотными были 22 % граждан; к 1970 — 87,6 %, а в поздние 1980-е — 93 %. Южнокорейские студенты неплохо показывают себя на международных соревнованиях по математике и точным наукам. Несмотря на то что только начальное образование (до 6 класса) было обязательным, процент учащихся на высших ступенях образования был сравним с подобными показателями в других развитых странах, включая Японию. Примерно 4,8 миллионов учеников поступило в начальную школу в 1985 году. Процент продолживших необязательное в то время образование в школе второй ступени составил более 99 %. Примерно 34 % учащихся сдавали экзамены в вузы, что сравнимо с показателями Японии (30 %), и выше британских (20 %).
Впечатляют расходы государства на нужды образования. В 1975 они составляли 220 миллиардов вон, что соответствует 2,2 % ВВП, или 13,9 % всего бюджета. А в 1986 это уже был цифра в 3,76 триллиона вон, или 4,5 % ВВП и 27,3 % бюджета.